# Facultad Multidisciplinaria Paracentral (Universidad de El Salvador)
La Facultad Multidisciplinaria Paracentral de la Universidad de El Salvador es la tercera y, a la fecha, la más reciente de las facultades descentralizadas de la UES. Fue creada el 27 de abril de 1989 como Centro Regional, pero fue elevado a calidad de Facultad Multidisciplinaria hasta el 4 de junio de 1992 por acuerdo del Consejo Superior Universitario de la UES. Tiene su sede en la ciudad de San Vicente. Se encuentra ubicada en el Barrio San Juan de Dios, al sur de dicha localidad. Es el principal centro de estudios de educación superior de la zona paracentral de El Salvador, y para el año 2016 contaba con 2,202 alumnos inscritos en las diferentes carreras que se brindan en la misma.

## Historia
El Centro Regional Universitario Paracentral, hoy Facultad Multidisciplinaria Paracentral de la Universidad de El Salvador, surge como institución de educación superior de la región el 27 de abril de 1989, según acuerdo No. 67-87-89-5.2 del Consejo Superior Universitario; y se transforma a Facultad por Acuerdo No. 39-91-95-IX de fecha 4 de junio de 1992, en un primer momento sirviendo únicamente carreras de formación del profesorado para el sistema educativo nacional, y posteriormente, desde el año 1991 hasta la fecha, cuenta además con seis carreras de licenciaturas e ingenierías en las áreas de contabilidad, educación, trabajo social, ciencias agropecuarias y sistemas informáticos. A nivel de postgrado se han desarrollado dos programas de maestría: uno en el área de formación para el desarrollo y cambio educativo; y el otro, en el área de desarrollo local sostenible; así como también cuenta con una serie de profesorados para la enseñanza en educación parvularia, educación básica y educación para tercer ciclo de educación básica y bachillerato.
Después de venir funcionando por doce años en locales arrendados, la Facultad Multidisciplinaria se consolida con la construcción de dos edificios, de los cuales, uno está destinado para aulas y laboratorios; y el otro, para las unidades administrativas. Esta infraestructura demandó urgentemente en los años 2009 al 2011 de mantenimiento en cuanto a la sustitución de techos, así como también se sitúa en este periodo la construcción de un nuevo edificio, con lo cual se solventa el requerimiento de más aulas debido al aumento de la población estudiantil. Por otra parte, se cuenta con un terreno que fue donado para proyectos de nuevas construcciones.
La Facultad posee además dos terrenos para campos experimentales y de prácticas con un área total de 39 manzanas; ubicados uno a cuatro kilómetros al oriente de la ciudad de San Vicente; y el otro en las afueras del municipio de Santiago Nonualco, Departamento de La Paz. En el centro de esta población posee también una casa.
El crecimiento de la demanda estudiantil, desde la apertura de la Facultad en 1989, ha pasado de 138 estudiantes en el primer año de funcionamiento a más de 2000 para 2016.

## Carreras
Actualmente esta Facultad Multidisciplinaria ofrece las siguientes carreras:
Pregrado
- Ingeniería Agronómica
- Ingeniería Agroindustrial
- Ingeniería de Sistemas Informáticos
- Licenciatura en Contaduría Pública
- Licenciatura en Administración de Empresas
- Licenciatura en Mercadeo Internacional
- Licenciatura en Trabajo Social
- Licenciatura en Enseñanza de Idiomas Extranjeros Especialidad Inglés-Francés
- Licenciatura en Educación Especialidad Administración Escolar
- Licenciatura en Educación Especialidad Matemática
- Licenciatura en Educación Especialidad Lenguaje y Literatura
- Licenciatura en Educación Especialidad Educación Básica
- Profesorado en Educación Básica para Primero y Segundo Ciclos
- Profesorado en Educación Inicial y Parvularia
- Profesorado en Matemática para Tercer Ciclo de Educación Básica y Bachillerato
- Profesorado en Idioma Inglés para Tercer Ciclo de Educación Básica y Bachillerato

Posgrado
- Doctorado en Educación Especialidad en Cultura de Paz y Derechos Humanos
- Maestría en Desarrollo Local Sostenible
- Maestría en Administración Financiera
- Maestría en Formación para la Docencia Universitaria
- Maestría en Administración de Empresas